# Lumen gentium
Lumen Gentium (dobesedno slovensko Luč narodov) je dokument Rimskokatoliške Cerkve, ki je nastal med drugim vatikanskim koncilom; objavil ga je papež Pavel VI. 21. novembra 1964. Za dokument je glasovalo 2151 škofov, proti pa 5.
Slovenski naslov dokumenta je Dogmatična konstitucija o Cerkvi. Slovenska kratica zanj je C, latinska pa LG.